# 패디 벨
패디 벨(Paddie Bell, 1931년 4월 8일~2005년 8월 3일)은 북아일랜드의 가수이다.
북아일랜드에서 태어났으나, 스코틀랜드에 거주하며 에든버러에서 활동했다. 1962년에 더 코리스의 전신인 더 코리 포크 트리오 앤드 패디 벨을 통해 데뷔하였다. 악기는 밴조를 다룬다. 1965년 임신 때문에 그룹을 탈퇴하였고, 이후 솔로 가수로 활동하며 몇 차례 음반을 내 놓았으나 1970년대, 1980년대에는 활동을 거의 중단하였다.
1990년대에 다시 포크 음악계로 돌아와 공연과 음반 작업을 계속하였고, 2005년에 74세로 사망하였다. 사인은 분명하지 않으나 심장마비로 추정된다.

## 디스코그래피
- 1965 – Herself (with Martin Carthy)
- 1968 – I Know Where I'm Going (with Finbar and Eddie Furey)
- 1993 – The Dawn of a Brand New Day
- 1997 – Make me Want to Stay
- 1998 – An Irish Kiss